# Max von Moos
Max von Moos (* 6. Dezember 1903 in Luzern, Schweiz; † 28. Mai 1979 ebenda) war ein surrealistischer Schweizer Maler und Grafiker.

## Leben
Max von Moos war der Sohn des Malers Joseph von Moos (1859–1939), Leiter der Kunstgewerbeschule Luzern. Nach einer von Krankheit begleiteten Jugend besuchte Moos im Alter von 16 Jahren die Schule seines Vaters. Mit Ausnahme seiner einjährigen Studienzeit an der staatlichen Kunstgewerbeschule München lebte Moos ausschliesslich in Luzern. 1966 wurde er dort mit dem Kunst- und Kulturpreis der Stadt Luzern ausgezeichnet.
Der Künstler unterrichtete an der Kunstgewerbeschule Luzern. Einer seiner Schüler war der Freiämter Grafiker René Villiger. In seiner Heimatstadt Luzern besteht die „Max-von-Moos-Stiftung“.

## Stil
Von Moos zeigt verängstigte, verzweifelte Menschen, die von Gewalt, Schmerz, Verfall und Zerstörung umgeben und bedrängt sind, in ausweglosen oder komisch absurden Situationen. Er schildert seine Angst vor der Welt und das Versagen von Wahrnehmungs- und Ausdrucksfähigkeit. Neben diesen Ausflügen ins Schreckliche führen seine Werke in  Unterwasserwelten oder Grabkammern.
Von Moos’ Werke haben auch schon tiefenpsychologische Deutung erfahren, beispielsweise in „Max von Moos. Eine tiefenpsychologische Werkinterpretation mit einem kritischen Katalog der Gemälde“ des Kunstwissenschaftlers Hans-Jörg Heusser.